# Paulo Sousa (football, 1967)
Pour les articles homonymes, voir Paulo Sousa (homonymie).
Paulo Sousa, de son nom complet Paulo Jorge Ferreira de Sousa, est un footballeur portugais né le 3 mars 1967 à Vila Nova de Gaia. Il évoluait au poste d'arrière droit.

## Biographie

### En club
Il commence sa carrière professionnelle en 1986 au Leixões SC alors en deuxième division portugaise,.
Pour la saison 1989-1990, il évolue au FC Maia,.
C'est lors de son passage au Boavista FC entre 1990 et 2000 qu'il a le plus grand succès. Il remporte notamment la Coupe du Portugal à deux reprises en 1992 et en 1997 et est sélectionné en équipe du Portugal,.
Avec le club de Boavista, il participe aux compétitions européennes, et dispute 6 matchs de Ligue des champions, 2 matchs pour les qualifications à cette compétition, 18 matchs en Coupe de l'UEFA et deux en Coupe des coupes. Il est quart de finaliste de la Coupe UEFA en 1994.
Il évolue pendant le reste de sa carrière dans des clubs portugais des divisions inférieures,.
Il dispute 258 matchs pour aucun but marqué en première division portugaise,.

### En équipe nationale
International portugais, il reçoit trois sélections en équipe du Portugal toutes dans le cadre d'amicaux durant l'année 1992.
Son premier match est disputé le 12 février contre les Pays-Bas (victoire 2-0 à Faro).
Sa deuxième sélection est disputée le 3 juin contre les États-Unis (défaite 0-1 à Chicago).
Son dernier match est joué en amical le 7 juin contre l'Irlande (défaite 0-2 à Foxborough).

## Palmarès
Avec le Boavista FC :
- Vainqueur de la Coupe du Portugal en 1992 et 1997
- Vainqueur de la Supercoupe du Portugal en 1992 et 1997